# Madonna Oriente
Madonna Oriente var ett av namnen på en gudom som var föremål för en hemlig kult i Italien och andra närliggande områden under medeltiden.  

## Madonna Orientes kult
Pierina de Bugatis var en kvinna som åtalades för häxeri och kätteri av Inkvisitionen i Modena i Italien år 1390 för att hon var medlem av en kult som dyrkade den förkristna gudinnan Diana.
Hon bekände att hon sedan sexton års ålder deltagit i "Dianaspelen" tillsammans med både levande och döda som böjde sina huvuden inför "Erodiade" eller "Horiens" med hälsningen "Var hälsad, Madonna Horiente", och hon hade svarat: "Lev väl, mina flickor". Oxar hade slaktats och ätits, varefter benen stoppades tillbaka i hudarna och Horiens återväckte dem till livet med sin trollstav. Man följde henne också till rika hus, där man bröt sig in och åt och drack. 
Men då hon var trettio hade anden Lucifelus ritat ett tecken i hennes panna med blod från hennes hand som tecken på att hon var hans, och hon hade sedan undervisats av honom.     
Pierina var inte den första eller den sista som åtalades för att vara medlem i denna kult. 1384 åtalas Sibillia för kätteri och bekänner att hon flyger med "Madonna Horiente" varje fredag och lär sig magi och läkekonst under banketter där par av alla djurarter närvarande utom åsnan och räven och man inte fick nämna guds namn. Rätten gissade att Horiente i själva verket var Herodias. Både Pierina och Sibillia had i själva verket åtalats första gången år 1384; de hade ångrat sig och släppts fria, men återgått till sin tro, och sex år senare arresterats igen. Denna gång ansågs de som återfallsförbrytare, och de dömdes båda för kätteri och avrättades 1390.  

## Besläktade fall
1489 bekänner en man, Giuliano Verdena i Mantua, att han spådde i vatten, där "Konsternas härskarinna" hade uppenbarat sig för honom och erbjudit sig att avslöja växternas och djurens natur.
Wyprat Musin, som åtalades för vidskepelse i Burseberg i grevskapet Tyrolen 1525, sade att hon följt med ett följe ledd av "Fraw Selga", syster till "Fraw Venus", för att hon var förutbestämd för det. 
Domenica Barbarelli från Novi bekänner 1532 att hon på order av Spelets ledarinna vanhelgar korset, urinerat på heliga reliker och dansat med djävlarna. Då hon bevakades och inte kunde gå dit, hade hon legat som död i två timmar, och sade då hon vaknade att de inte kunnat hindra henne från att gå, och att hon hade varit i själen medan kroppen lämnats kvar.  
Orsolina la Rossa (den Röda) från Gaiato bekänner 1539 under tortyr att hon under häxsabbaten avsagt sig korset och dopet, sett män och kvinnor dansa och äta och blivit rådd av "Spelets ledarinna" att inte äta om hon ville stanna, och svarade att orsaken till att så många män och kvinnor deltog var "Det är på grund av den köttsliga njutning som män och kvinnor har med Djävulen, och inget annat".

## Dianas hemliga kult
Redan på 900-talet rapporterar kyrkan: "Inte heller kan vi bortse från några brottsliga kvinnor, vilka har omvänt sig till Djävulen Satan. de tror och erkänner att de själva och en stor mängd andra kvinnor har ridit och farit med den hedniska gudinna som heter Diana eller med Herodias, på några skogsdjur hemligt genom natten genom många jorderiken och land. Och att de lytt henne som en mäktig kvinna. Och att densamma gudinnan under nämnda nätter befallit dem till sin tjänst". 
I 1200-talets Frankrike nämns Dianas kringflygande och köksplundrande sällskap av Vilhelm av Alvernia (d.1249). 
1457 ställs tre kvinnor inför rätta i Brixen som hade erkänt sig tillhöra "Dianas sällskap"; de kallade henne "God Dam" och "Richella", och hon hade uppenbarat sig i vagn, med dolt ansikte, och då hon vidrört dem, hade de känt sig tvingade att följa henne, och de hade avsvort sig kristendomen och följt henne till en plats fylld av festande människor. Biskop Nikolaus av Cues hade ansett att de var sinnessjuka därför att de inte kunde läsa trosbekännelsen och dömt dem till botgöring och fängelse.
1439 fördöms seden att lägga fram mat åt Perchta (eller Habundia) och hennes följe, och 1468 förbjuds detta i Bayern. 
Kardinalen Juan de Torquemada, som närvarade vid konciliet 1434, bedömer flygande med Diana och Herodias som Djävulens illusioner därför att människor inte kan flyga, Diana inte existerar och Herodias är instängd i helvetet, men medger att detta kanske var möjligt om det i stället var Djävulen det var frågan om; kultmöterna började därför anses vara häxsabbater av kyrkan, och de anklagade pressades att beskriva dem som sådana.